# Ватолакос
Ватолакос (грч. Βατόλακκος) је насељено место у општини Гребен у периферији Западна Македонија, Грчка. Према попису из 2021. године било је 202 становника.
Према бугарском географу и историчару, Василу Канчову, у Ватолакосу је 1900. године живело 180 Грка муслимана (Валахади) и 60 Грка хришћана. Године 1923. муслиманско становништво је принудно исељено у Турску а на њихово место је насељено 90 грчких избегличких породица, укупно 331 особа. На попису из 1928. године Ватолакос је имао 353 становника. Село се раније звало Добратово.